# Oleg Tiagnibok
Oleg Iaroslavovici Tiagnibok (în ucraineană Олег Ярославович Тягнибок; n. 7 noiembrie 1968, Lvov, RSS Ucraineană) este un politician ucrainean, președintele partidului «Uniunea Panucraineană „Libertatea”» și fracțiunii ei în Rada Supremă a Ucrainei, deputat al poporului al Ucrainei (1998-2006, 2012-2014).

## Cariera politică
În anul 1991 a devenit unul dintre fondatorii Partidului Social-Național din Ucraina (din 2004 — Uniunea Panucraineană „Libertatea”). Între anii 1994-1998 și 2006-2012 a fost deputat în consiliul Regiunii Liov. De două ori a candidat la funcția de președinte al Ucrainei: în anul 2010 a obținut 1.43 % de voturi, în 2014 — 1.16 %)
În urma revoluție pro-europeană partidul lui Tiagnibok „Libertatea” a devenit unul dinte partidele de guvernamânt timp de o jumătate de an. După alegerile din 2014, nu a mai intrat în parlament.
Din 2022, ofițer al armatei ucrainene. Locotenent colonel Oleg Tyagnibok este unul dintre cei trei foști candidați la președinție care au acceptat să servească în timpul războiului cu Rusia.
1. ↑  „Пішов на війну разом із сином: де служить екснардеп та обличчя Майдану Олег Тягнибок і що про нього відомо” (în rusă). News.Telegraf. 10 octombrie 2024. Accesat în 21 ianuarie 2025.